# بول شال
بول شال (بالفرنسية: Paul Schall)‏ (و. يونيو 1898 – 1981 م) هو سياسي، وصحفي من فرنسا، وألمانيا، ولد في ستراسبورغ، كان عضوًا في الحزب النازي، شارك في WWII Axis collaboration in France ‏، توفي في كارلسروه.